# Seven Marine
Seven Marine ist ein US-amerikanischer Hersteller leistungsstarker Außenbordmotoren für seetüchtige Motorboote.

## Unternehmensgeschichte
Das Unternehmen wurde 2010 von Rick Davis gegründet, der zuvor mehrere Jahre in leitender Funktion bei Mercury Marine angestellt war. Davis’ Zielsetzung war die Entwicklung und der Bau des leistungsstärksten Außenbordmotors der Welt. Die Entwicklung begann im August 2010 und bereits Mitte Februar 2011 konnte das Konzept in Zusammenarbeit mit dem US-amerikanischen Bootshersteller Intrepid Powerboats auf der Miami International Boat Show vorgestellt werden.
Das Modell „557“, der für Boote mit einer Mindestlänge von 27 Fuß (ca. 8 Meter) konzipiert ist, erreichte im März 2012 Serienreife. Die Typenbezeichnung bezieht sich auf die Leistung von 409 kW (557 PS) an der Propellerwelle.
Im Jahr 2015 kündigte das Unternehmen eine leistungsgesteigerte Version des „557“-Motors mit der Bezeichnung „627“ an.
Am 6. Juli 2017 wurde bekanntgegeben, dass Volvo-Penta Haupteigentümer bei Seven Marine wird.
Die mittlerweile angebotenen Außenbordmotoren gelten weltweit als leistungsstärkste Vertreter ihrer Gattung:
- „557“ mit einer  Leistung von 409 kW (557 PS)
- „577s“ mit einer  Leistung von 430 kW (577 PS)
- „627sv“ mit einer  Leistung von 468 kW (627 PS)

Seven Marine betreibt Niederlassungen in Florida, an der amerikanischen Ostküste, auf Sint Maarten und in Abu Dhabi.
Im Januar 2021 hat Seven Marine bekannt gegeben die Produktion von Bootsmotoren einzustellen.

## Technik
Als Antriebsaggregat der Seven-Marine-Außenbordmotoren kommt ein V-Achtzylinder-Smallblock-Motor des Typs Gen IV LS9 von General Motors mit einem Hubraum von 6,2 Litern und Kompressoraufladung zum Einsatz, der – abweichend von der üblichen Bauart bei Außenbordmotoren – horizontal oberhalb des Schafts eingebaut ist.
Um den Motor für den Einsatz in der Schifffahrt nutzen zu können, mussten Motorkühlung und Abgasanlage zu großen Teilen neu entwickelt werden. Das Kühlsystem besteht aus einem Primär- und einem Sekundärkreis sowie einem Wärmetauscher. Damit wird vermieden, dass salzhaltiges Wasser in die Kühlkanäle des Motorblocks eindringt. Um die Abmessungen des Wärmetauschers möglichst gering zu halten, wird der Motor selbst mit Ethylenglycol gekühlt. Die Abgasanlage endet in zwei offen liegenden Endrohren oberhalb der Wasserlinie.
Die Kraftübertragung erfolgt über eine elektronisch gesteuerte, im Ölbad laufende Fünf-Scheiben-Kupplung, die von ZF Friedrichshafen entwickelt wurde.
Die Motoren können mit verschiedenen Propellerkonfigurationen als Ein- und Mehrmotorenanlage betrieben werden. Um den Radeffekt bei einer Einmotorenanlage zu reduzieren, werden die Aggregate seit 2014 unter der Zusatzbezeichnung „CR“ („contra-rotating“) auch mit gegenläufigen 5-Blatt-Koaxialpropellern angeboten. Mit Einzelpropeller und einer Schaftlänge von 508 mm (20 Zoll) wiegt der Außenborder 497 kg.